# Michael Dan Archer

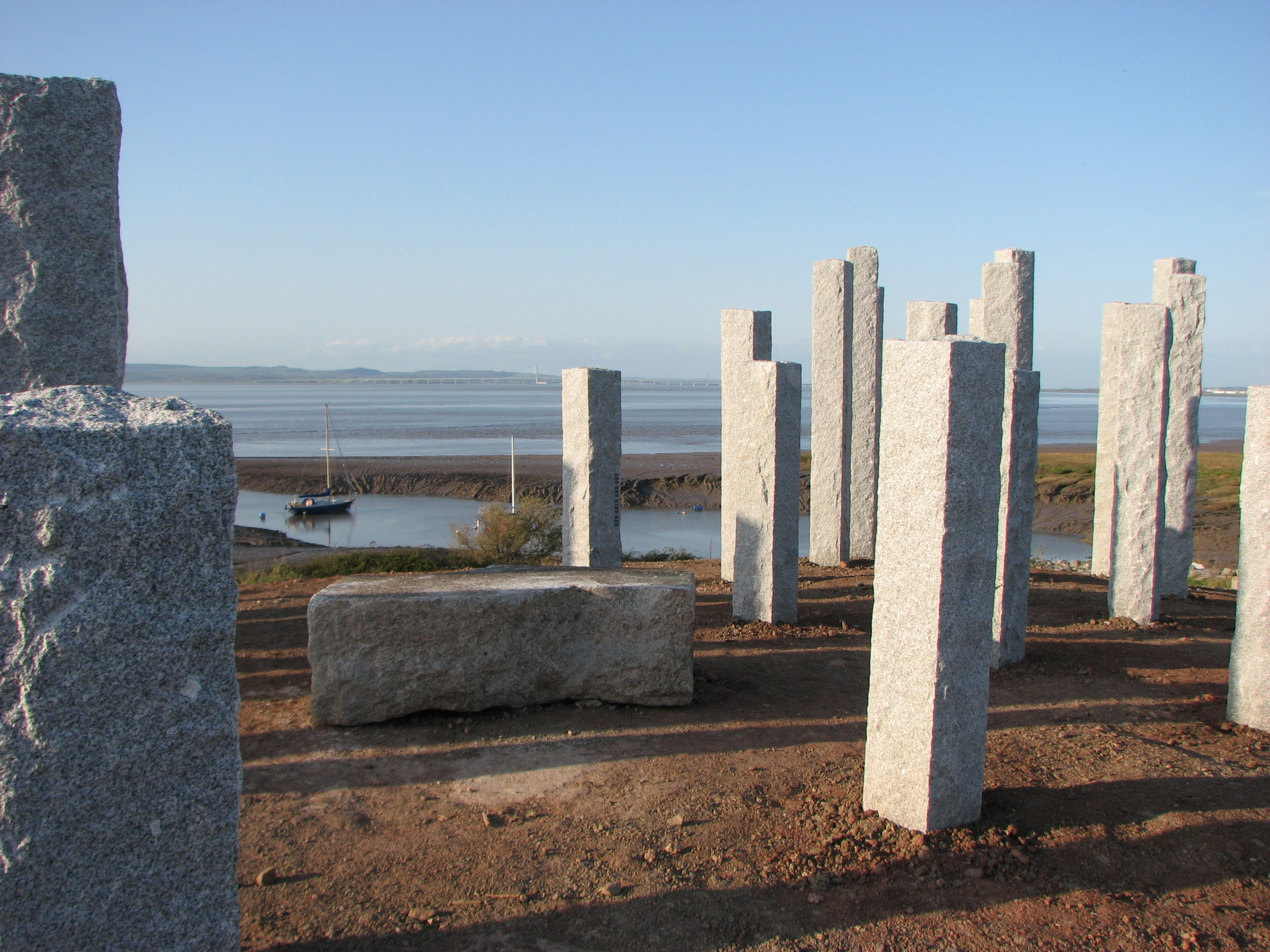
Seafarer's Sculpture in Portishead

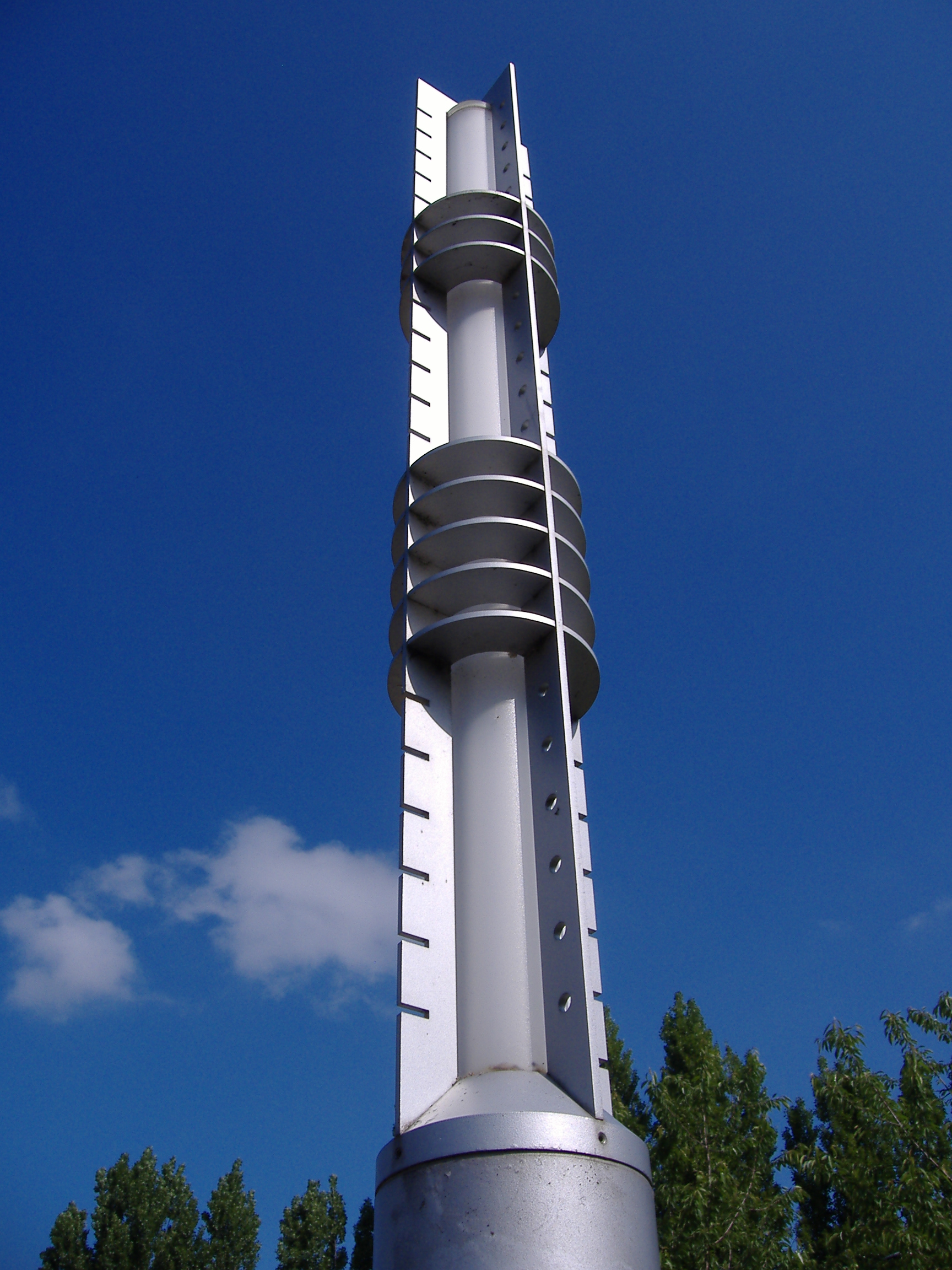
Untitled in Nottingham

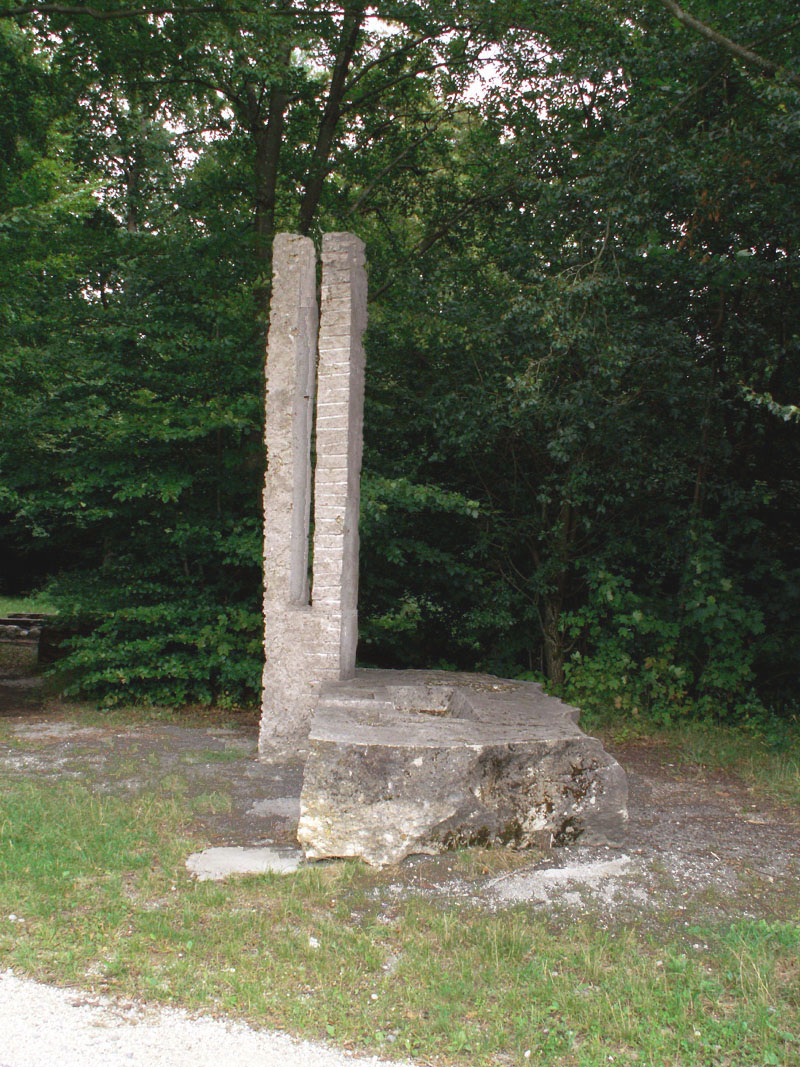
Heiligtum in Oggelshausen

Michael Dan Archer (1955) is een Engelse beeldhouwer.

## Leven en werk
Archer ontving een kunstopleiding, die hij afsloot met een BA Fine Art. Van 1979 tot 1984 was hij leraar Engels in Japan, Engeland en Spanje. Van 1989 tot 2002 was hij docent beeldhouwkunst aan de Loughborough University School of Art & Design in Loughborough en vanaf 2002 hoofddocent. Hij participeert in groepsexposities sinds 1981 en wordt uitgenodigd voor solotentoonstellingen en symposia sinds 1990. In 1994 werd hij lid van de Royal Society of British Sculptors (RBBS).
De abstracte werken van Archer creëert hij in de materialen steen, baksteen, metaal en neon.
Symposia voor steenbeeldhouwers waaraan Archer heeft deelgenomen zijn onder andere: Durbach International Sculpture Symposium in Durbach (1999), Symposion Europäischer Bildhauer in Oggelshausen (2000), Symposium Horice in Hořice (2004), EMAAR International Sculpture Symposium in Dubai (2004), Dikili International Granite Sculpture Symposium in Turkije (2006), Lana Sculpture Symposium in Bozen-Zuid-Tirol (2007), Barossa International Sculpture Symposium in Australië (2008) alsmede in Japan en Zuid-Korea.

## Werken (selectie)
- 1993 : Wind Stone, Yorkshire Sculpture Park
- 1993 : To Boullée, Churchill College in Cambridge (onderdeel van Cambridge Sculpture Trail 3)
- 1999 : Silent, Stauffenberg Klinikum in Durbach
- 2000 : Heiligtum, Skulpturenfeld Oggelshausen in Oggelshausen
- 2002 : Transpose, Sutton (wijk), Londen
- 2002 : Dream, Trinyty Hall in Cambridge (onderdeel van Cambridge Sculpture Trail 3)
- 2003 : Gog and Magog in Cambridge
- 2003/04 : Untitled, Universiteit van Nottingham in Nottingham
- 2005 : Malad (Sanctuary) in Dubai
- 2005 : Echoes, Memories, Dreams, Canary Wharf in Londen
- 2005 : 34, Grimsby
- 2006 : Distant Places, Far Away People
- 2006 : Gateway, İzmir
- 2007 : UR, South Tyrol Sculpture Park in Zuid-Tirol
- 2007/08 : Seafarer's Sculpture (108 zuilen van portlandsteen), Portishead Marina in Portishead (Somerset)
- 2008 : THIS, Barossa Sculpture Park in de Barossa Valley bij Adelaide
- 2008/09 : Sculptuur Ouseburn barrage in Newcastle upon Tyne